# Türnitzské Alpy
Türnitzské Alpy je vápencové pohoří v Rakousku. Rozkládá se na území spolkových zemí Dolní Rakousko a sousední Štýrsko. Na západě ho ohraničuje údolí Erlauftal a na východě potom od sousedních Gutensteinských Alp údolí Traisental a Unrechttraisental. Na jihu je vymezení dané údolím Salzatal a obcí Mariazell.

## Geografie
Pohoří se rozkládá na ploše 1 100 km² a tvoří přechod z předhůří Alp k Dunaji - tento prostor pak vrcholí vyššími Mürzstegskými Alpami ležícími již ve Štýrsku. Nejvyšší vrchol dosahuje 1 400 m a několik dalších jich dosahuje výšky 1 350 m.

## Geologie
Geologicky řadíme Türnitzské Alpy do Severních vápencových Alp. Pohoří je charakterizováno příkrými stěnami spadajícími do jednotlivých údolí. Tím poskytují jen málo prostoru pro osídlení. Kvalita vody místních toků je považována za vynikající. Vrcholy v oblasti jsou z velké části zalesněny.

## Členění
Pohoří se dělí na dvě základní skupiny - Traisenberg, s podkovovitým hřebenem kolem obce Türnitz (Türnitzer Höger, 1 372 m) a masiv Sulzberg, kde se nachází zalesněný, ovšem rozhledově dobrý nejvyšší vrchol pohoří Groser Sluzberg (1 400 m). Výstup na něj vede z obce Ulreichsberg - 2 hod.

## Silniční sedla
Významná silniční sedla oblasti jsou:
- na západě je to Pielachtaler Gscheid (841 m)
- další sedlo na západě je Annaberg (976 m)
- na jihovýchodě se nachází Gscheid (982 m)